# Józef Dubiski

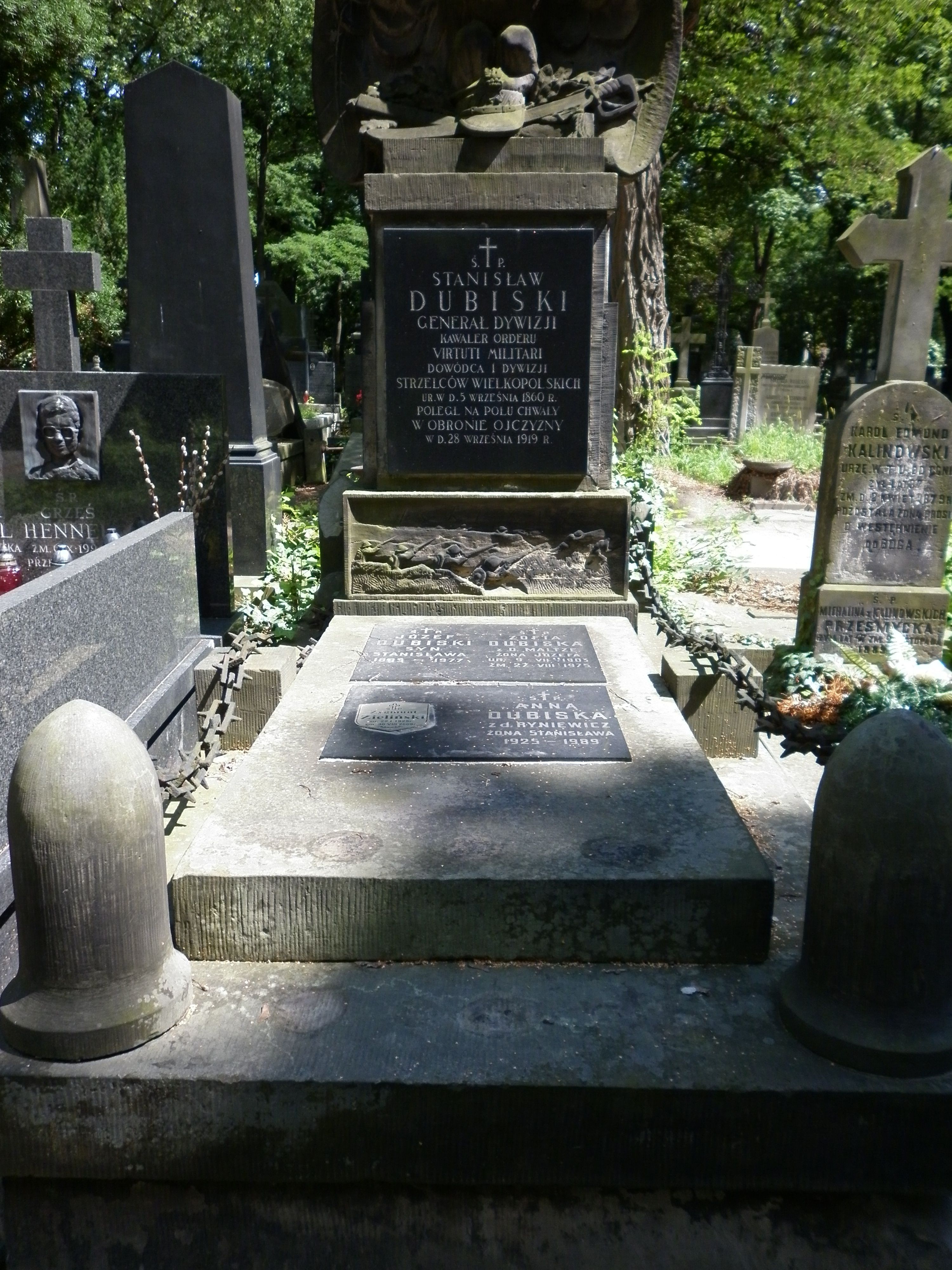
Grób rodziny Dubiskich na cmentarzu Powązkowskim w Warszawie

Józef Dubiski (ur. 18 października 1895 w Warszawie, zm. 17 września 1977 w Toronto, Kanada) – polski zootechnik, profesor doktor habilitowany.

## Życiorys
Syn generała dywizji Filipa Stanisława Dubiskiego i Romany z domu Przesmyckiej. W 1914 uzyskał świadectwo dojrzałości i rozpoczął studia na Wydziale Agronomicznym Politechniki Nowoczerkaskiej (obecnie Południowo-Rosyjski Państwowy Uniwersytet Techniczny w Nowoczerkasku).
Po przerwie spowodowanej działaniami wojennymi i chorobą ukończył je w 1921 na Wydziale Rolniczym Szkoły Głównej Gospodarstwa Wiejskiego w Warszawie.
Doktoryzował się w 1935 na Politechnice Lwowskiej z zakresu żywienia zwierząt.
W latach 1945–1947 jako pierwszy piastował funkcję dziekana Wydziału Mleczarsko-Serowarskiego w Państwowej Wyższej Szkole Gospodarstwa Wiejskiego w Cieszynie (obecnie Wydział Nauki o Żywności Uniwersytetu Warmińsko-Mazurskiego), następnie związał się zawodowo z Uniwersytetem we Wrocławiu, gdzie uzyskał przedstawił rozprawę habilitacyjną. W 1950 został powołany na stanowisko kierownika Katedry Fizjologii Zwierząt Wyższej Szkoły Rolniczej w Olsztynie.
W 1961 otrzymał tytuł naukowy profesora zwyczajnego, a w 1962 ze względu na stan zdrowia przeszedł na emeryturę. Pochowany na cmentarzu Powązkowskim w Warszawie (kwatera R-2-27).

## Odznaczenia
W uznaniu zasług odznaczony został:
- Medalem 10-lecia Polski Ludowej,
- Złotym Krzyżem Zasługi,
- Krzyżem Oficerskim Orderu Odrodzenia Polski,
- Odznaką „Zasłużony dla Warmii i Mazur”.

Jego imieniem nazwana została m.in. ulica na os. Brzeziny w Olsztynie.